# Bahamaanse monarchie
Het Gemenebest van de Bahama's (Engels: Commonwealth of The Bahamas) is onafhankelijk van het Verenigd Koninkrijk sinds 10 juli 1973, maar is lid van het Gemenebest van Naties. Het is een parlementaire democratie, de minister-president wordt door verkiezingen gekozen en het volk wordt in het parlement vertegenwoordigd. De Britse koning(in) is ook tegelijk de Bahamaanse koning(in). De vertegenwoordiger van de koning(in) op de Bahama's is de Gouverneur-Generaal die op advies van de minister-president wordt aangesteld door de monarch.
De lijn van Troonopvolging kan niet gewijzigd worden. De troonopvolger is Charles Mountbatten-Windsor en zijn tweede vrouw Camilla Parker-Bowles. Wanneer Elizabeth II overlijdt of troonsafstand doet, dan zal het echtpaar de troon bestijgen als 'Koning en Koningin van de Bahama's'. Tenzij in het Verenigd Koninkrijk besloten wordt dat Camilla geen koningin wordt, dan zal zij 'Koninklijk-gemalin van de Bahama's' worden.